# Eckart Marsch

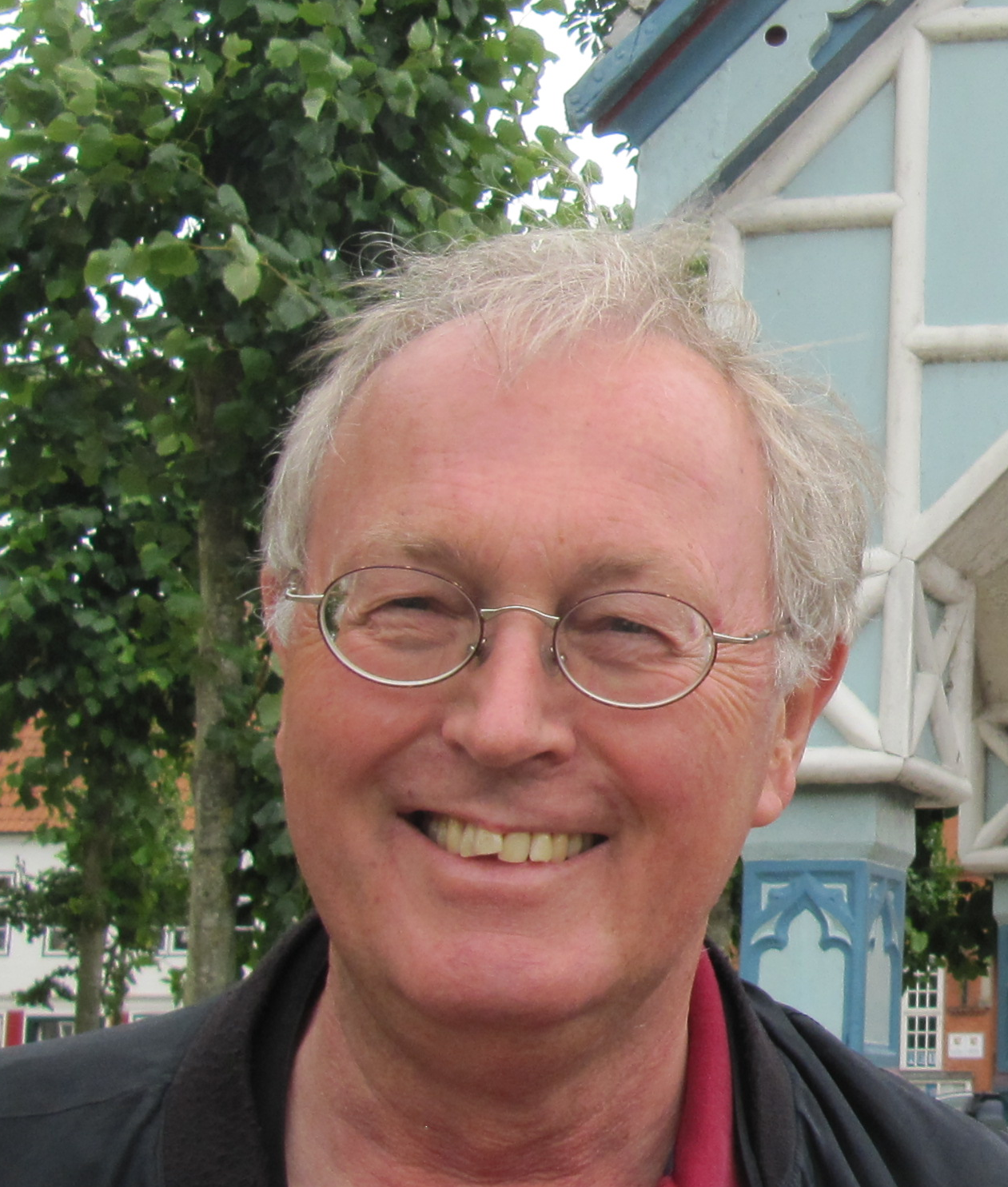
Eckart Marsch zu Besuch in seinem Heimatort Friedrichstadt (2018)

Eckart Marsch (* 1. Februar 1947 in Friedrichstadt) ist ein deutscher theoretischer Physiker, der von 1980 bis 2012 am Max-Planck-Institut für Aeronomie, ab 2004 Max-Planck-Institut für Sonnensystemforschung (MPS) benannten Institut in Katlenburg-Lindau zur Physik des Sonnenwindes, der Sonnenkorona sowie der Weltraumplasmen geforscht und an der Georg-August-Universität Göttingen gelehrt hat.
Zur Würdigung seiner theoretischen, datenanalytischen und anwendungsbezogenen Forschungsarbeiten, seiner Arbeiten als Autor wissenschaftlicher Artikel und Mitherausgeber mehrerer Bücher zur Physik der Heliosphäre, Aufheizung der Sonnenkorona, Plasmaphysik des Sonnenwindes sowie astrophysikalischer Plasmen, als Mitherausgeber geophysikalischer Zeitschriften und der Online-Zeitschrift Living Reviews in Solar Physics, als Mitarbeiter wissenschaftlicher Gremien und Gutachter wissenschaftlicher Journale sowie wohl auch zur Würdigung seiner Vorlesungen als Dozent und apl. Professor an der Georg-August-Universität in Göttingen, als Betreuer von Doktoranden und jungen Wissenschaftlern wurde ihm 2018 in Wien die Hannes-Alfvén-Medaille der European Geosciences Union (EGU) verliehen. „Die Hannes Alfvén Medal geht an Eckart Marsch für seine grundlegenden Beiträge zu unserem Verständnis der kinetischen Prozesse und der Plasmaturbulenzen in der Heliosphäre, sowie zu den Arbeiten, die HELIOS zu einer erfolgreichen Mission gemacht und den Solar Orbiter initiiert haben“. Als theoretischer Plasmaphysiker analysierte und interpretierte Eckart Marsch (häufig auch in Zusammenarbeit mit dem chinesischen Heliosphärenphysiker Chuan-Yi Tu von der Peking-Universität) insbesondere die über etwa ein Jahrzehnt mit den HELIOS Raumsonden gewonnenen Plasma- und Magnetfeld-Daten über Prozesse im magnetisierten Sonnenwind zwischen der Erde und Sonne. In den entscheidenden Anfangsphasen plante er mit und koordinierte die Entwicklung der ESA Sonnensonde Solar Orbiter, die 2020 gestartet wurde. Eckart Marsch ist Fellow der American Geophysical Union (AGU).
Während er sich im Rahmen seiner Diplom- und Doktorarbeit mit der Physik kondensierter Materie auseinandersetzte, befasst er sich heute nach seiner Emeritierung im Jahre 2012 als Wissenschaftler im Ruhestand an der Christian-Albrechts-Universität zu Kiel schwerpunktmäßig auch mit der relativistischen Quantenmechanik und Quantenfeldtheorie.

## Akademische Karriere
Nach dem Gymnasiumsbesuch in Husum und der Bundeswehrzeit in Nordfriesland studierte der in Friedrichstadt (Schleswig-Holstein) geborene Eckart Marsch von 1968 an Physik an der Universität Karlsruhe sowie an der Technischen Universität Berlin, nach dem Vordiplom an der Christian-Albrechts-Universität zu Kiel. Hier beendete er 1973 sein Studium mit dem Diplom und erwarb drei Jahre später den Titel Dr. rer. nat. in theoretischer Physik. Thema seiner Doktorarbeit war „Transportkoeffizienten und Suszeptibilitäten des Hubbard-Modells im Rahmen der Hartree-Fock-Approximation“. Von 1976 bis zum Jahre 1980 arbeitete er als Wissenschaftlicher Mitarbeiter am Max-Planck-Institut für Extraterrestrische Physik (MPE) in Garching bei München. Als Wissenschaftlicher Mitarbeiter und später Arbeitsgruppenleiter wirkte er danach bis zu seinem Ruhestand Anfang des Jahres 2012 am Max-Planck-Institut für Aeronomie, ab 2004 für Sonnensystemforschung (MPS) in Katlenburg-Lindau (Landkreis Nordheim, Niedersachsen). In dieser Zeit arbeitete er auch als Gastwissenschaftler unter anderem am Center for Space Research am MIT in Cambridge (USA), am Observatoire de Paris in Meudon (Frankreich), am Institut für Astronomie in Cambridge (England), als Gastdozent bzw. Gastprofessor am Physikalischen Institut der Universität Bern (Schweiz), ab 1996 als außerplanmäßiger Professor an der Georg-August-Universität in Göttingen. Seit 1990 war er an der Universität in Göttingen für die Fächer Astronomie und Astrophysik habilitiert. Seine Habilitationsschrift hatte den Titel Kinetic Physics of the Solar Wind.
Im Jahr 1999 lehnte er zwar einen Ruf als C4-Professor an die Christian-Albrechts-Universität zu Kiel ab, hat aber direkt nach seiner Emeritierung im Jahre 2012 dort abschließend noch einen einjährigen Lehrauftrag am Institut für Experimentelle und Angewandte Physik übernommen. Als Wissenschaftler im Ruhestand setzt er sich heute In Kooperation mit einem früheren Doktoranden am MPS, Yasuhito Narita vom Institut für Weltraumforschung der österreichischen Akademie der Wissenschaften in Graz, intensiv vor allem mit neueren Ideen zur relativistischen Quantenmechanik und Quantenfeldtheorie auseinander.

## Wissenschaftliche Arbeitsbereiche
Der Vater dreier Kinder hat sich als theoretischer Physiker schwerpunktmäßig mit der Plasmaphysik, der Sonnenkorona, den physikalischen Prozessen in der Heliosphäre, den Teilchen, Wellen und Turbulenzen im Sonnenwind sowie den Auswirkungen des Weltraumwetters auseinandergesetzt. Seit dem Jahr 2000 hat er federführend die wissenschaftlichen Ziele der ESA-Mission „Solar Orbiter“ mit definiert und einige der instrumentellen Entwicklungsarbeiten begleitet. Er hat an Sommerschulen und Workshops mitgewirkt, hat wesentlich die Inhalte und Gestaltung richtungsweisender Fachbücher mitbestimmt, war Mitherausgeber wissenschaftlicher Zeitschriften, selbst als Autor und Co-Autor an der Veröffentlichung von mehr als dreihundert, dabei einigen sehr häufig zitierten, Artikeln. Er war Mitglied in bedeutenden wissenschaftlichen Gremien und als Gutachter bei führenden wissenschaftlichen Journalen tätig.
Zielsetzung des Theoretikers Eckart Marsch war es, theoretische und analytische Kenntnisse mit den durch Raumsonden gewonnenen (und statistisch aufbereiteten) Beobachtungsdaten in Einklang zu bringen, und auch eine globale Sicht auf die dabei ablaufenden, komplexen physikalischen Prozesse zu gewinnen. Themenschwerpunkte seiner Arbeit waren sowohl die Gewinnung von Erkenntnissen über die Entstehung, Aufheizung und Beschleunigung des Sonnenwindes in der inneren Heliosphäre als auch die Analyse der Plasmaturbulenz im Rahmen der Magnetohydrodynamik (MHD) und mit Hilfe kinetischer Theorien.
Durch statistische Auswertung insbesondere der von den HELIOS-Raumsonden gewonnenen Daten untersuchte er in seinen Studien die Eigenschaften der dreidimensionalen Strömungsstrukturen des Sonnenwindes und entdeckte dabei Besonderheiten der anisotropen, radialen Entwicklung der Geschwindigkeitsverteilungsfunktionen der Protonen und Alphateilchen. Ihm gelang es anhand von Messungen das Auftreten von Welle-Teilchen-Wechselwirkungen nachzuweisen. Er brachte schon früh die Möglichkeit der Plasmaheizung und Beschleunigung durch Ionen-Zyklotron-Resonanzprozesse ins Spiel. Neben dem Studium magnetohydrodynamisch interpretierbarer turbulenter MHD-Energiekaskadenmodelle und Dissipationsprozesse mit Hilfe von Wellenmoden entwickelte er auch kinetische Modelle zur Analyse verschiedener Turbulenzphänomene im weitgehend kollisionsfreien Plasma des Sonnenwindes. MHD-Modellrechnungen und Datenauswertung führte er dabei erstmals auch gewinnbringend mit Elsässer-Variablen durch und analysierte die multifraktale Natur von Fluktuationen und ihre Dissipation bei turbulenten Energiekaskaden.
Die Auszeichnungen für sein Lebenswerk erhielt Eckart Marsch auch als Betreuer von Doktoranden und Lehrer von jungen Studenten, die sich für die heliosphärische und Weltraumplasmaphysik interessierten. Über viele Jahre hielt er regelmäßig Vorlesungen an der Internationalen Max-Planck-Forschungsschule in Katlenburg-Lindau und der Georg-August-Universität in Göttingen.

## Auszeichnungen
In Anerkennung seines hohen wissenschaftlichen Ranges in der Geophysik wurde er 2009 vom Präsidenten der American Geophysical Union (AGU) zum AGU Fellow ernannt.
Aufgrund seiner vielfältigen Verdienste um ein tieferes Verständnis heliosphärischer physikalischer Prozesse wurde ihm 2018 bei der Jahrestagung der European Geosciences Union (EGU) die Hannes-Alfvén-Medaille verliehen. Auf dieser Jahrestagung hielt er einen Vortrag mit dem Titel „Solar wind and kinetic heliophysics“.

## Herausgabe von Büchern
- mit R. Schwenn (Hrsg.): Physics of the Inner Heliosphere I – Large-Scale Phenomena (= Physics and Chemistry in Space 20). Springer-Verlag, Heidelberg 1990, ISBN 978-3-642-75363-3.
- mit R. Schwenn (Hrsg.): Physics of the Inner Heliosphere II – Particles, Waves and Turbulence. (= Physics and Chemistry in Space 21). Springer-Verlag, Heidelberg 1991, ISBN 978-3-642-75366-4.
- mit R. Schwenn (Hrsg.): Solar Wind Seven – COSPAR Colloquia Series. Pergamon Press, Oxford 1992.
- mit C.-Y. Tu: MHD Structures, Waves and Turbulence in the Solar Wind, Observations and Theories. Academic Publishers, Nachdruck von Space Science Reviews, Vol. 73, Nos. 1–2, 1–210, Springer, New York 1995, ISBN 0-7923-3345-4.
- mit J. Büchner, W. I. Axford, V. M. Vasyliunas (Hrsg.) Plasma Astrophysics and Space Physics. Kluwer Academic Publishers, Dordrecht 1999.
- mit K. Scherer, H. Fichtner: The Outer Heliosphere: Beyond the Planets. Copernicus Gesellschaft, Katlenburg-Lindau 2000, ISBN 3-9804862-3-0.
- mit K. Scherer, H. Fichtner, H.-J. Fahr: The Outer Heliosphere: The Next Frontiers. COSPAR Colloquia Series, Vol. 11, Pergamon, 2001, ISBN 0-444-50909-7.
- mit D. Burgess, J. Drake, R. von Steiger, M. Velli, T. Zurbuchen (Hrsg.): Multi-Scale Physics in Coronal Heating and Solar Wind Acceleration. Space Science Series of ISSI, Vol.38. Springer, New York 2013, ISBN 978-1-4939-0026-8, ISSN 1385-7525.
- mit G. P. Zank, J. Borovsky, R. Bruno, J. Cirtain, S. Cranmer, H. Elliott, J. Giacalone, W. Gonzalez, G. Li, E. Moebius, N. Pogorelov, J Spann, O. Verkhoglyadova (Hrsg.): Solar Wind 13: Proceedings of the Thirteenth International Solar Wind Conference. AIP Conference Proceedings, 2013.
- mit Ulrich von Kusserow: Magnetisches Sonnensystem – Solare Eruptionen, Sonnenwinde und Weltraumwetter. Springer Berlin, Heidelberg 2023, ISBN 978-3-662-65400-2, E-Book ISBN 978-3-662-65401-9.